# Конференц-связь

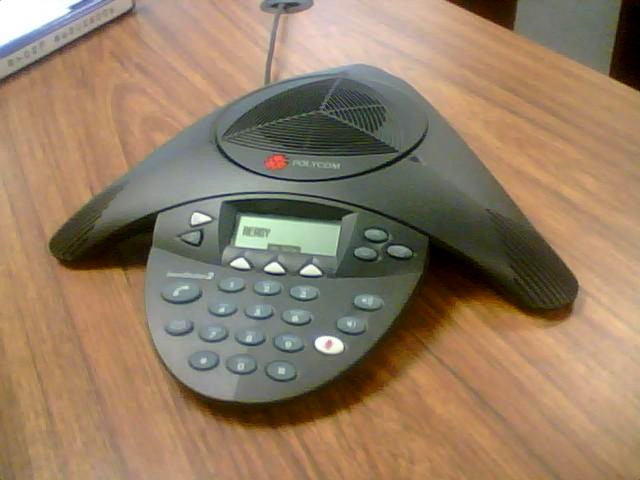
Телефон, созданный специально для проведения телефонных конференций с возможностью участия нескольких пользователей в аудитории в режиме громкой связи.

Конференц-связь, конференция — технология избирательной (селекторной) телефонной связи, позволяющая общаться нескольким пользователям сети одновременно.
Исторически услуга конференц-связи была дополнительной функцией в УПАТС в закрытых внутренних телефонных сетях на предприятиях и в ведомствах, где использовалась для проведения дистанционных совещаний (без личной встречи). Для проведения таких конференций применялось специальное оборудование: конференц-телефон и (или) селектор. С появлением гибридных и цифровых АТС конференц-связь может быть организована с помощью их специальных функций. С развитием технологий телекоммуникационные компании (операторы связи) стали предлагать такую услугу своим абонентам, в том числе в мобильных сетях и в VoIP.

## Описание
Благодаря широкому распространению телекоммуникаций, компьютерных технологий и сети Интернет конференц-связь в настоящее время может быть доступна пользователям как с использованием телефонии, так и без неё, с помощью специальных программ. Кроме того, голосовая конференц-связь может быть частью других технологий — видео-конференции, веб-конференции, сеансов дистанционного доступа, в том числе при дистанционном обучении (в вебинарах) и в других случаях. В качестве инструмента участия в конференции теперь может использоваться компьютер или мобильное устройство с соответствующим программным и аппаратным обеспечением.
По принципам организации и возможностям пользователей существуют следующие виды конференц-связи:
- Селекторное совещание — при соединении в конференцию только один человек(докладчик) говорит, а остальные являются пассивными слушателями
- Трехсторонняя конференц-связь и многосторонняя конференц-связь — три или более равноправных пользователя могут говорить и слышать друг друга одновременно, организовывается одним участником или несколькими участниками
- Групповой вызов (циркулярная конференция) —  событие, когда один участник вызывает несколько других участников для сеанса связи
- Конференц-комната — номер, на который позвонив в один момент времени пользователи объединяются в общую конференцию с возможностью говорить и слушать друг друга.

Возможно также модерирование конференции, когда один или несколько участников, обладают особыми правами (иногда, разными) управления конференц-связью:
- планирование конференции и приглашение других участников;
- разрешение присоединения участников в режиме реального времени посредством специальной команды (набор DTMF ) или посредством установки пароля для доступа или иного метода защиты;
- лишение участника какой-либо возможности:
  - отключение звука любого из участников (переключение его в режим слушателя),
  - запрет на возможность приглашение других людей и другие функции;
- отключение любого участника (например, нарушителя порядка проведения конференции).